# Oncometopia azteca
Oncometopia azteca är en insektsart som beskrevs av Schröder 1959. Oncometopia azteca ingår i släktet Oncometopia och familjen dvärgstritar. Inga underarter finns listade i Catalogue of Life.